# Acanthocreagris cantabrica
Espèce
Acanthocreagris cantabrica est une espèce de pseudoscorpions de la famille des Neobisiidae.

## Distribution
Cette espèce est endémique de Cantabrie en Espagne. Elle se rencontre vers Santoña.

## Description
Le mâle holotype mesure 1,39 mm.

## Étymologie
Son nom d'espèce lui a été donné en référence au lieu de sa découverte, la Cantabrie.

## Publication originale
- Zaragoza, 2003 : Primera cita para España peninsular de Acanthocreagris epigeos: descripción de dos nuevas especies (Arachnida, Pseudoscorpiones, Neobisiidae). Revista Iberica de Aracnologia, vol. 8, no 2, p. 57-67 (texte intégral).